# Bruno Lauzi
Bruno Lauzi (ur. 8 sierpnia 1937 w Asmarze, zm. 24 października 2006 w Peschiera Borromeo) – włoski piosenkarz, kompozytor, poeta, artysta kabaretowy i autor tekstów piosenek.
Urodzony w Afryce, lecz wychowany w Genui Bruno Lauzi razem z takimi piosenkarzami jak Gino Paoli, Umberto Bindi, Fabrizio De André i Luigi Tenco był reprezentantem tzw. genueńskiej szkoły śpiewających autorów, ugrupowania artystów, którzy postawili sobie za cel gruntowne odnowienie włoskiej muzyki popularnej na przełomie lat 50. i 60.

## Życiorys
Bruno Lauzi już bardzo wcześnie zdradzał zainteresowania artystyczne – w latach 50. razem z przyjacielem ze szkolnej ławki, Luigim Tenco, podobnie jak on sam zainteresowanym jazzem i musicalem, założył swój pierwszy młodzieńczy zespół. Z tego też okresu pochodzą jego pierwsze utwory: Ti ruberò, Margherita, Viva la libertà, Ritornerai, Il poeta.
Pisze też utwory dla innych artystów. W latach 70. nawiązuje współpracę z Mogolem i Lucio Battistim, którzy oferują mu miejsce we własnej wytwórni fonograficznej Numero Uno i piszą dla niego szereg przebojów: Mary oh Mary, E penso a te, Amore caro, amore bello, L’aquila czy Un uomo che ti ama.
Bruno Lauzi miał opinię człowieka kontrowersyjnego. Podczas gdy wielu artystów popierało otwarcie lewicę, Bruno Lauzi nie krył swych sympatii prawicowych.
Czynny artystycznie do ostatnich dni życia.

## Dyskografia

### Albumy
- 1965 Lauzi al cabaret
- 1965 Ti ruberò
- 1966 Kabaret n. 2
- 1967 I miei giorni
- 1968 Cara
- 1970 Bruno Lauzi
- 1971 Amore caro amore bello (album podwójny)
- 1972 Il teatro di Bruno Lauzi
- 1973 Simon
- 1974 Lauzi oggi
- 1975 L'amore sempre
- 1975 Quella gente là
- 1975 Genova per noi
- 1976 Johnny Bassotto, la tartaruga...ed altre storie
- 1977 Persone
- 1978 Alla grande
- 1981 Amici miei (kompilacja, 4 piosenki)
- 1982 Palla al centro
- 1985 Piccolo grande uomo
- 1985 Back to jazz
- 1987 Ora!
- 1988 La musica del mondo
- 1989 Inventario latino
- 1992 Il dorso della balena
- 1994 10 belle canzoni d'amore (kompilacja)
- 1995 Una vita in musica (kompilacja)
- 1996 Johnny Bassotto e i suoi amici
- 2001 Omaggio alla città di Genova
- 2003 Il manuale del piccolo esploratore
- 2003 Nostaljazz
- 2004 Tra cielo e mare:La Liguria dei poeti
- 2006 Ciocco latino